# 至元 (元順帝)
至元（しげん）は、中国・元の順帝（恵宗）トゴン・テムルの治世で用いられた元号。1335年 - 1340年。後世、世祖クビライ時代の至元と区別して後至元（こうしげん）と呼ぶことがある。
- 元年11月23日：改元
- 7年正月朔：至正と改元。

## 西暦・干支との対照表
| 至元 | 元年   | 2年    | 3年    | 4年    | 5年    | 6年    |
| 西暦 | 1335年 | 1336年 | 1337年 | 1338年 | 1339年 | 1340年 |
| 干支 | 乙亥   | 丙子   | 丁丑   | 戊寅   | 己卯   | 庚辰   |